# NGC 1332
NGC 1332 é uma galáxia elíptica (E-S0) localizada na direcção da constelação de Eridanus. Possui uma declinação de -21° 20' 04" e uma ascensão recta de 3 horas, 26 minutos e 17,0 segundos.
A galáxia NGC 1332 foi descoberta em 9 de Dezembro de 1784 por William Herschel.